# Wanpaku ōji no orochi taiji
Wanpaku ōji no orochi taiji (わんぱく王子の大蛇退治, lit. « Le prince espiègle et l'extermination du serpent géant ») est un film d’animation japonais réalisé par Yugo Serikawa en 1963 pour le studio Toei Animation (alors Tōei dōga). Il est le dernier d’une série de six films produits par la Tōei sur le modèle Disney.

## Synopsis
Susanoo est un fils du dieu Izanagi et de la déesse Izanami. Las, cette dernière meurt alors qu’il est enfant, si bien que Susanoo décide de partir en quête du paradis pour la revoir, accompagné de son ami Akahana, un lapin. Lors de son périple, il vit différentes aventures épiques, affrontant notamment un poisson géant et un démon du feu. Puis son aventure le mène dans une contrée lointaine où il tombe sous le charme de Kushinada, une princesse qui doit être sacrifiée au serpent à huit têtes Oroshi. Ne pouvant rester oisif, il va au-devant de la créature pour l’affronter et sauver sa dulcinée.

## Inspiration et production

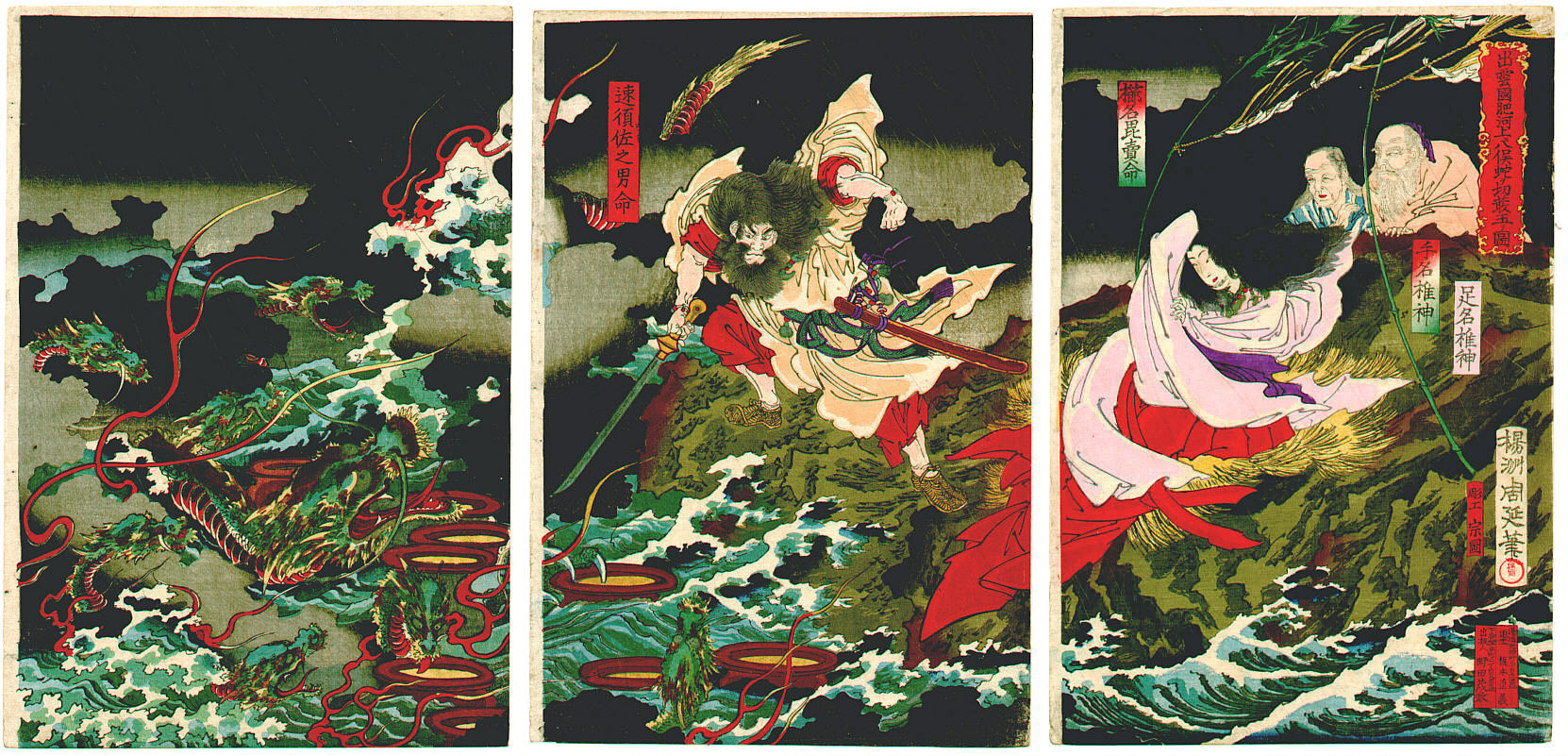
Illustration du combat entre Susanoo et Yamata-no-Orochi, Chikanobu Toyohara, 1870.

L’histoire du film est inspiré du Nihon Shoki, un recueil historique et mythologique japonais datant du VIIIe siècle. Susanoo y est un dieu brave et redoutable combattant qui affronte effectivement un dragon à huit têtes. À la fin des années 50, la Tōei s’inspire beaucoup des dessins animés de Disney de par l’adaptation de contes et légendes traditionnels pour les enfants. Six films sont ainsi conçus sur ce modèle et diffusés à la fois au Japon et aux États-Unis entre 1958 et 1963. Sur Wanpaku ōji no orochi taiji, l’animation est d’un niveau esthétique élevé pour l’époque et Yasuji Mori imprègne un style avant-gardiste remarqué aux dessins,.
Plusieurs personnalités du studio travaillent sur ce film, dont notamment Isao Takahata (assistant-réalisateur), Sanae Yamamoto (animateur), Toshio Hirata (animateur) et Akira Ifukube (compositeur, dont certaines musiques composées pour ce film seront reprises dans Mazinger Z).

## Réception
Le film sort le 24 mars 1963 au Japon, où il rencontre un certain succès critique, remportant notamment le prix Noburō Ōfuji. En revanche, l’accueil est décevant aux États-Unis, si bien que la Tōei renonce pour un temps à y produire ses œuvres après Wanpaku ōji no orochi taiji.
Toutefois, malgré ses qualités techniques, le film est souvent jugé impersonnel et trop peu ancré dans la mythologie japonaise, en raison de la volonté de rapprochement avec Disney,.

## Fiche technique
Fiche réalisée d’après les informations fournies par Anime News Network, l’IMDb et The Anime Encyclopedia.
- Titre : Wanpaku ōji no orochi taiji
- Format : films d’animation japonais
- Sortie : 24 mars 1963
- Durée : 85 minutes

Équipe de réalisation
- Réalisation : Yugo Serikawa
- Assistant-réalisateurs : Isao Takahata et Kimio Yabuki
- Scénario : Ichiro Ikeda et Kei Iijima
- Musique : Akira Ifukube
- Direction artistique : Reiji Koyama
- Direction de l’animation et dessins : Yasuji Mori
- Animation : Sanae Yamamoto, Chikao Katsui, Daikichirou Kusube, Hideo Furusawa, Makoto Nagasawa, Masao Kumagawa, Masatake Kita, Reiko Okuyama, Yasuo Otsuka
- Production : Sanae Yamamoto
- Studio : Toei Animation (alors Tōei dōga)

Doublage original
- Tomohito Sumida : Susanoo
- Chiharu Kuri : Akahana
- Yukiko Okada : Kushinagu

Générique
- Haha no Nai Ko no Komori Uta de Setsuko Watanabe